# Clypastraea amabilis
Clypastraea amabilis är en skalbaggsart som först beskrevs av Leconte 1852.  Clypastraea amabilis ingår i släktet Clypastraea och familjen punktbaggar. Inga underarter finns listade i Catalogue of Life.